# Tysklands U19-herrlandslag i handboll
Tysklands U19-herrlandslag i handboll representerar Tyskland i handboll vid U18-EM och U19-VM på herrsidan.